# 菝葜圍盾介殼蟲
菝葜圍盾介殼蟲（学名：Fiorinia smilaceti）为盾介殼蟲科圍盾介殼蟲屬下的一个种。